# 莫全
莫全（越南语：／，？—1593年2月27日），越南莫朝宗室，莫茂洽之子。
洪寧二年（1592年）十月，鄭松遣將軍黃廷愛北伐莫朝，攻佔昇龍；隨即又攻佔海陽金城縣，俘獲莫茂洽之母。十一月底，莫茂洽命莫全監國，改元武安，自己率領軍隊與後黎朝作戰。結果莫茂洽戰敗，最終被俘。鄭松命人將莫茂洽送往昇龍獻俘，然後在菩提將其處死。
莫茂洽被俘之後，莫朝臣民多歸附佔據海陽、安廣一帶、自立為帝的雄禮公莫敬止，而不願聽從莫全的命令。莫全孤掌難鳴，只得逃走，結果被後黎朝的士兵抓獲。次年（1593年）正月，鄭松率黃廷愛、阮有僚等部進攻莫敬止，俘獲莫敬止及莫朝的眾多宗室、大臣。二十七日，鄭松命將包括莫敬止、莫全在內的一行人在草津一帶斬首。